# Venezuela News
Venezuela News es un sitio web de desinformación venezolano. Lanzado en 2021 y presentado inicialmente como un portal de noticias independiente, Venezuela News mantiene vínculos con el Partido Socialista Unido de Venezuela (PSUV), ha creado o amplificado desinformación y ha empleado tácticas de manipulación digital. Su director ha sido Pedro Carvajalino.

## Historia
Venezuela News tuvo su campaña de lanzamiento el 17 de noviembre de 2021, cuando la etiqueta #NaceVenezuelaNews fue promovida en redes sociales de manera organizada, incluyendo por el canal estatal Venezolana de Televisión (VTV) y comunicadores del Movimiento Free Alex Saab. El portal se presentó como un «medio independiente de poderes públicos y económicos» creado con el objetivo de combatir rumores y desinformación, y durante su lanzamiento evitó mostrar vínculos directos con el oficialismo en Venezuela. Sin embargo, su línea editorial rápidamente adoptó una posición progubernamental, usando rumores y desinformación en varios artículos.
Entre su lanzamiento en noviembre de 2021 hasta finales de diciembre de 2023, cinco organizaciones y medios verificadores de hechos venezolanos publicaron al menos 37 chequeos o verificaciones sobre casos de desinformación sociopolítica que fueron creados o amplificados por el portal. Las organizaciones, incluyendo por la Coalición Informativa C-Informa, también ha documentado sus vínculos con el Partido Socialista Unido de Venezuela (PSUV) y su uso de tácticas de manipulación digital, incluyendo el uso de influencers y cuentas de redes sociales con seguidores no auténticos.
En vísperas de las elecciones presidenciales de Venezuela de 2024, Venezuela News continuó publicando y difundiendo desinformación en contra de la oposición y de la líder opositora María Corina Machado, incluyendo que Machado «amenaza al gobierno con una transición por las malas» y que apoyó el intento de golpe de Estado en Bolivia de 2024.